# Apotemnofili
Apotemnofili (græsk: αποτέμνειν " at skære af" og φιλία "at elske") eller Body Integrity Identity Disorder er den overvældende seksuelle trang til at få en eller flere raske lemmer eller kropsdele amputeret.
| Sex | Spire Denne artikel om sex eller sexologi er en spire som bør udbygges. Du er velkommen til at hjælpe Wikipedia ved at udvide den. |